# Vretanija
Vretanija ili Vratanija je crkveni i geografski pojam kojeg su pridošli Srbi iz Osmanskog carstva koristili u 17. i 18. veku kao sinonim za deo „Slovinske krajine” (Varaždinski generalat), gde su kao graničari (krajišnici) bili u vojnoj službi Habzburške monarhije.
Naziv „Vretanija” identičan je nazivu Bretanija ili Britanija, a nastao je odlukom kancelarije pećkih patrijarha da novu crkvenu organizaciju pravoslavnih Srba na tlu Marčanske ili Uskočke eparhije, nazovu istim imenom koje se u zapadnom hrišćanstvu koristilo za Veliku Britaniju (simbol najzapadnije granice hrišćanstva u srednjem veku). Vretanija se kao ime opisane oblasti koristilo najčešće od strane srpskog sveštenstva, moldavske vlastele i srpskih ikonopisaca. Ruski vladari u razdoblju od 1651—1717. godine, u svojim prepiskama sa srpskim crkvenim velikodostojnicima, nazivali su Vretaniju i „srpskom zemljom”.
Graničinim predelima Vretanije smatrale su se „gorske kose i ogranci Bilogore sa Severa, Kalnika sa Zapada, Marčanskoga humlja i Moslavačke hore sa Juga, te rečica Ilova sa Istoka”, kao i nekoliko manjih sela u Podravini. Danas je to područje sastavni deo severozapadne Hrvatske, podeljeno između nekoliko županija: Koprivničko-križevačke, Varaždinske, Bjelovarsko-bilogorske, Zagrebačke i Sisačko-moslavačke županije.
Nakon migracija i posledica ratova, Srba je ostalo u veoma malom broju na prostoru bivše Vretanije (tzv. kalničko-bilogorski Srbi) u dvadesetak manjih naselja. Duhovni centar Srba iz tog kraja je manastir Lepavina iz 16. veka, posvećen Vavedenju Presvete Bogorodice.

## Literatura
- Гавриловић, Славко (1993). Из историје Срба у Хрватској, Славонији и Угарској (XV-XIX век). Београд: Филип Вишњић.
- Грујић, Радослав (1930). Споменица о Српском православном владичанству пакрачком. Пакрац: Издање свештенства Владичанства пакрачког.
- Грујић, Радослав (1931). Пакрачка епархија: Историско-статистички преглед. Нови Сад.
- Долгова, Светлана; Иванова, Екатарина; Турилов, Анатолий; Суботин-Голубовић, Татјана (2009). Москва — Сербия. Белград — Россия: сборник документов и материалов. Т. 1: Общественно-политические связи XVI-XVIII вв. Београд — Москва: Архив Србије/Главное архивное управление города Москвы/Федеральное архивное агентство/Российский государственный архив древних актов. ISBN 978-86-81511-45-9. Архивирано из оригинала 20. 12. 2016. г. Приступљено 16. 12. 2016.
- Ивић, Алекса (1923). „Марчанска епископија од Симеона Вретање до Гаврила Предојевића (1609-1642)”. Браство. 17: 156—165.
- Kudelić, Zlatko (2004). Katoličko-pravoslavni prijepori o crkvenoj uniji i grkokatoličkoj Marčanskoj biskupiji tijekom 1737. i 1738. godine. Zagreb: Hrvatski institut za povijest.
- Sučević, Branko P. (1953). „Razvitak „Vlaških prava” u Varaždinskom generalatu”. Historijski zbornik (PDF). Zagreb: Povijesno društvo Hrvatske. Архивирано из оригинала (PDF) 07. 08. 2016. г. Приступљено 15. 12. 2016.
- Trifković, Srdjan (2010). The Krajina Chronicle: A History of Serbs in Croatia, Slavonia and Dalmatia. Chicago-Otawa-London: The Lord Byron Foundation for Balkan Studies.

## Spoljašnje veze
- Srbi i Vojna Krajina
- Zvanična stranica manastira Lepavine
- Istorija manastira Marče Архивирано на веб-сајту  (15. мај 2013)
- Маpа Архивирано на веб-сајту  (30. април 2021)
- Маpа
- Mapa